# NGC 460
NGC 460 là một cụm sao phân tán với tinh vân nằm trong chòm sao Đỗ Quyên. Nó có thể được James Dunlop quan sát vào ngày 1 tháng 8 năm 1826, mặc dù chỉ được John Herschel phát hiện chính thức vào ngày 11 tháng 4 năm 1834. Nó được Dreyer mô tả là "rất mờ nhạt (trong Tiểu Nubecular)", với Tiểu Nubecular là Đám mây Magellan nhỏ. Nó cũng được DeLisle Stewart mô tả là "mờ nhạt, khá lớn, tròn không đều, sáng dần vào giữa, lốm đốm nhưng không thể phân giải, lớn thứ 2 trong số vài [cụm sao]." 